# Eviota karaspila
Eviota karaspila, tên thông thường là Eastern headspot dwarfgoby, là một loài cá biển thuộc chi Eviota trong họ Cá bống trắng. Loài này được mô tả lần đầu tiên vào năm 2010.

## Từ nguyên
Từ karaspila trong danh pháp của E. karaspila được ghép từ 2 âm tiết trong tiếng Hy Lạp: kara ("đầu") và spilous ("đốm"), ám chỉ đốm đen trên xương chẩm của loài cá này.

## Phạm vi phân bố và môi trường sống
E. karaspila hiện chỉ được biết đến ở Fiji. Mẫu vật của E. karaspila được thu thập gần các rạn san hô ở độ sâu khoảng từ 3 đến 23 m.

## Mô tả
Chiều dài cơ thể tối đa được ghi nhận ở E. karaspila là 1,8 cm. Cơ thể trong mờ, màu trắng pha chút vàng. Một sọc màu xám bạc bên dưới da chạy dọc theo cột sống. Vảy có viền vàng; trên mỗi vảy có các chấm đen. Đầu và mõm màu xám bạc, có những chấm đen nhỏ li ti; vùng má màu sẫm. Đồng tử màu đen, mống mắt vàng tươi. Trên chẩm của E. karaspila có một đốm đen khá đặc trưng, đúng theo danh pháp của chúng. Tia vây của vây lưng thứ nhất và phần gốc của màng vây có màu vàng, 2/3 vây dưới trong suốt. Nửa dưới của vây lưng thứ hai trong suốt. Các tia vây hậu môn trong suốt, màng vây màu sẫm. Vây đuôi có các chấm đen rải rác trên các tia vây. Vây ngực trong suốt.
Số gai ở vây lưng: 7; Số tia vây ở vây lưng: 9; Số gai ở vây hậu môn: 1; Số tia vây ở vây hậu môn: 8; Số tia vây ở vây ngực: 16 - 17.